# Aerzen (Basse-Saxe)
Aerzen est une commune de Basse-Saxe, en Allemagne, située dans l'arrondissement de Hamelin-Pyrmont.

## Géographie
Aerzen se situe dans la région du Weserbergland, à environ 10 km au sud-ouest de Hamelin et à 7 km au nord de Bad Pyrmont. 
La commune se situe dans le Lipper Bergland, au sein du parc naturel du Weserbergland Schaumburg-Hameln. Au nord se trouve le Saalberg et à l'est le Pyrmonter Berg. Du sud-ouest au nord-est coule le Grießebach, un affluent de la Humme.

## Quartiers
- Aerzen
- Dehmke
- Dehmkerbrock
- Egge
- Gellersen
- Grießem
- Groß Berkel
- Grupenhagen
- Herkendorf
- Königsförde
- Laatzen
- Multhöpen
- Reher
- Reinerbeck
- Selxen
- Schevelstein
- Flakenholz
- Boldenkoven

### Grießem

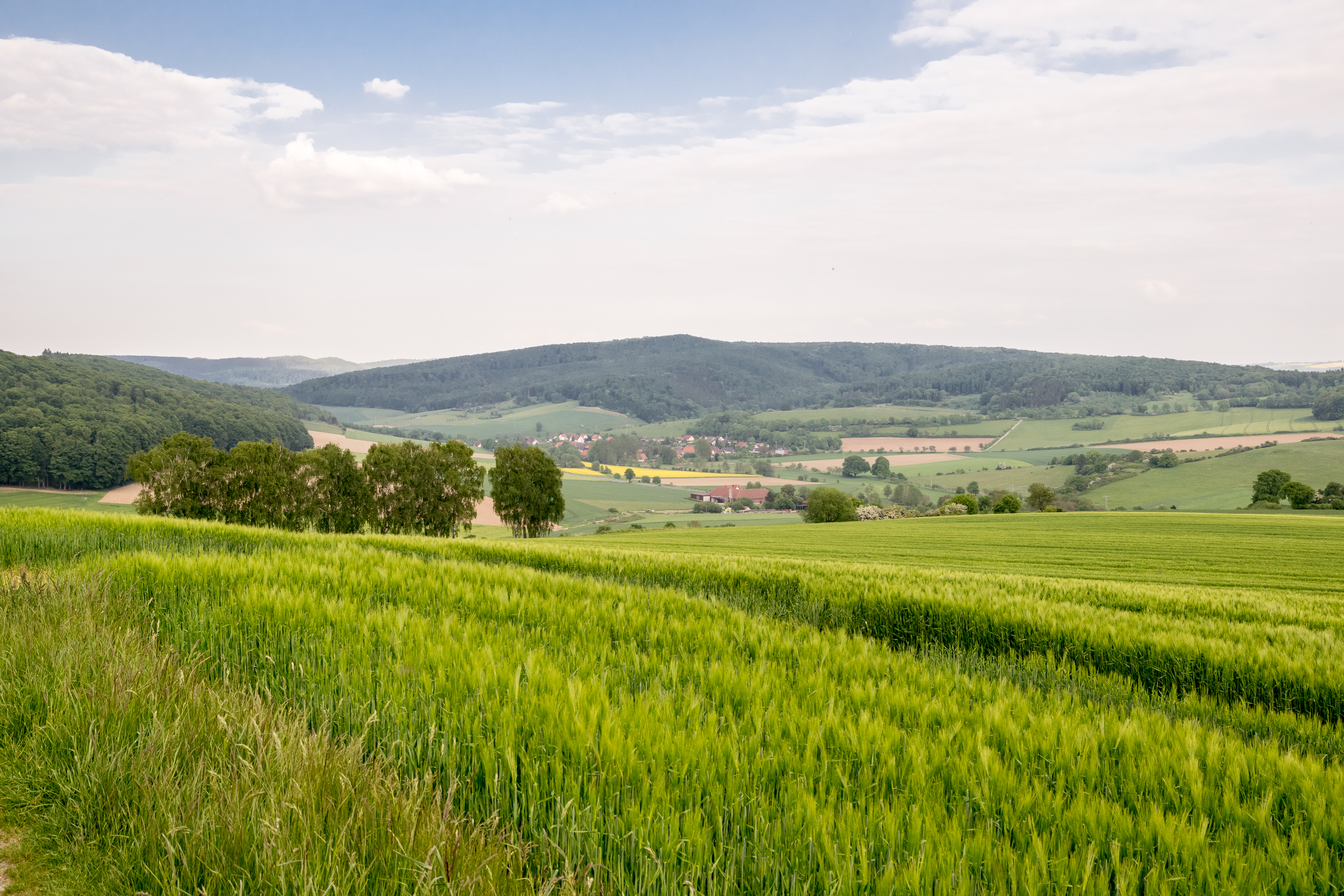
Vue du Knappberg vers Grießem.

En janvier 1973, Grießem fusionne avec Aerzen. Sa population en 2017 est de 275 habitants.
Grießem se trouve à côté de la Bundesstraße 1.

## Population
- 1961 : 10 899
- 1970 : 11 214
- 1987 : 10 697
- 1995 : 12 057
- 2005 : 11 794
- 2011 : 11 071

## Personnalités liées à la ville
- August Heissmeyer (1897-1979), militaire né à Gellersen.